# Quarantena 2
Quarantena 2 (Quarantine 2: Terminal) è un film del 2011 diretto da John Pogue.
Pellicola horror statunitense prodotta da Marc Brienstock, seguito di Quarantena. Sebbene il primo capitolo sia il remake della pellicola spagnola Rec, questo sequel ha una trama completamente diversa da Rec 2. Diversamente dal precedente film, questo non è girato in stile falso documentario.

## Trama
Un volo da Los Angeles a Nashville viene deviato e fatto atterrare a Las Vegas (Nevada) quando uno dei passeggeri, Ralph, diventa violento dopo essere stato morso da un criceto. Ralph aggredisce un'assistente di volo, Paula. Su piano proposto da Henry, viene bloccato in bagno. Quando l'aereo atterra, il capitano Forrest e il suo co-pilota Wilson trovano un addetto ai bagagli, Ed, che non è a conoscenza che l'aereo è stato messo in quarantena. Quasi tutti evacuano dall'aereo, fatta eccezione per la coppia di anziani Bev e suo marito paralizzato Sylvester, ed i piloti che cercano di tenere Ralph imprigionato nel bagno. Tuttavia, quando Ed li conduce nella zona di smistamento bagagli, capiscono subito che sono bloccati dentro.
Dopo la morte di quasi tutte le persone all'interno della quarantena, George mette le mani nella borsa di Henry scoprendo così che in realtà è lui ad aver diffuso il virus nell'aeroporto attraverso i suoi topi, e che lo studio nel condominio di Los Angeles (dove si svolgeva il finale del film precedente) è il suo. Il ragazzo rivela tutto a Jenny e agli altri due superstiti. Henry conferma tutto, affermando addirittura di avere la cura al virus e di avere in mente un'epidemia universale per far calare il numero della popolazione mondiale ormai in affollamento. L'uomo rapisce George e Jenny, insieme a Shilah incominciano a seguirli. Shilah però, consapevole di essere morsa, fa da esca agli infetti per dare la possibilità all'amica di procedere senza intoppi. Jenny riesce così a raggiungere George e a sconfiggere una versione infetta di Henry. Ma i pericoli non sono ancora finiti: un incendio divampa nell'aeroporto e i due percorrono un tunnel che conduce alla libertà. Appena libero, George si accorge che Jenny è infetta, consapevole di questo rimane tra le sbarre del tunnel. Il film termina con il viso triste del ragazzo per la morte dell'amica, successivamente butta la telecamera a visione notturna ma questa inquadra il gatto della signora Bev infetto che scappa dall'aeroporto. L'epidemia è appena incominciata.

## Produzione
Il film è uscito direttamente per il mercato home video e contiene:
- Lingue in Italiano, Inglese, Spagnolo, Francese, Tedesco 5.1
- Sottotitoli nelle rispettive lingue e in aggiunta Inglese, Arabo, Danese, Finlandese, Hindi, Norvegese, Olandese, Svedese e Turco per i non udenti.
- Accesso diretto a 16 scene
- Schermo panoramico formato 1.78:1 anamorfico 16:9

È inoltre vietato ai minori di 14 anni.